# Jacob B. Jensen
Jacob B. Jensen (født 5. november 1995) er en dansk ishockeyspiller. Han spiller i øjeblikket for Aalborg Pirates.

## Aalborg Pirates (2017-18)
Han spillede 1 kamp.